# Navstar 7
O NAVSTAR 7 (também conhecido I-7 GPS e GPS SVN-7), foi um satélite estadunidense de navegação por satélite, que depois foi perdido por uma falha no lançamento no ano de 1981. Foi construído com o objetivo de ajudar no GPS, que na época ainda estava na infância. Foi lançado em 19 de dezembro de 1981 com o auxílio de um foguete Atlas E/F, da Base da Força Aérea de Vandenberg, nos Estados Unidos.